# ロバート・キャンベル
ロバート・キャンベル（Robert Campbell、1957年9月15日 - ）は、アメリカ合衆国出身の日本文学者（ハーバード大学Ph.D.）。東京大学名誉教授。前国文学研究資料館館長。早稲田大学特命教授・早稲田大学国際文学館（村上春樹ライブラリー）顧問。専門は近世文学から明治期文学。特に江戸中期から明治の漢文学、芸術、思想に関する研究。

## 来歴
ニューヨークブロンクス区出身（アイルランド系アメリカ人）。カリフォルニア大学バークレー校卒業。ハーバード大学東アジア言語文化学修士課程（1984年）、同博士課程修了。1992年にPh.D.を取得（日本文学専攻）。
九州大学へ研究生として留学後、九州大学文学部講師（1990年 - 1993年）、国文学研究資料館助教授（1995年 - 2000年）、東京大学大学院総合文化研究科助教授、2008年に同教授。2017年4月1日付で国文学研究資料館館長（専任）。2018年4月1日付で東京大学名誉教授の称号を得る。2021年3月31日付で国文学研究資料館館長を退任。2021年4月1日付で早稲田大学特命教授および早稲田大学国際文学館（村上春樹ライブラリー）顧問に就任。2025年、せんだいメディアテークの館長に就任。

## 人物
- アメリカで生まれ育ったが、非常に流暢な日本語を話し、日本文化への造詣も深い。

- BS朝日番組審議会委員。

- 2018年8月12日、同性愛者であることをブログで公表し、20年近く一緒に過ごしたパートナーの男性と2017年にアメリカ国内で結婚していたことを明かした[6]。

- 幼少期より離別して暮らしていた実父との再会が、同性婚のきっかけだという。

## 著書
- 『読むことの力 東大駒場連続講義』編著 講談社選書メチエ 2004年
- 『ロバートキャンベルの小説家神髄　現代作家6人との対話』編著 NHK出版 2012年
- 『明治文学の語り方　近代日本をクラウドで考える』編著 岩波書店 2017年
- 『日本古典と感染症』編著 角川ソフィア文庫 2021年

### 共編・共著
- 『パリ1900年・日本人留学生の交遊 - 『パンテオン会雑誌』資料と研究』（責任編集・共編、ブリュッケ、2004年）
- 『江戸の声 黒木文庫でみる音楽と演劇の世界』（駒場美術博物館、2006年）
- 『Jブンガク 英語で出会い、日本語を味わう名作50』 東京大学出版会 2010年

### 校注
- 『新日本古典文学大系明治編 第3巻 漢文小説集』池澤一郎・宮崎修多・徳田武（岩波書店、2005年）
- 『新日本古典文学大系明治編 第5巻 海外見聞集』松田清・鈴木健一・日原傳・堀口育男・堀川貴司・杉下元明・山崎一穎・齋藤希史他（岩波書店、2009年）

## 出演

### 情報番組
- Jブンガク（NHK Eテレ）
- スッキリ（日本テレビ、火曜日コメンテーター）
- あさイチ（NHK総合テレビ、2010年4月以降、不定期）
- ビジネス新伝説 ルソンの壺（NHK大阪放送局、不定期）
- あさナビ（テレビ朝日、準レギュラー）
- 鳥の目で見た「軍艦島」〜日本最古の高層住宅の秘密〜（BS朝日、2013年5月11日） - 旅人
- いま世界は（BS朝日、コメンテーター）
- みんなのニュース（フジテレビ、2015年3月 - 12月、月・火曜コメンテーター）
- バラいろダンディ（TOKYO MX、隔週レギュラー）

### 映画
- キリエのうた（2023年10月13日、東映） - マーク・カレン 役[7]

### ドキュメンタリー
- ETV特集「銃撃事件と日本社会」（2022年9月17日、NHK Eテレ）[8]
- ETV特集「戦禍に言葉を編む」（2024年2月24日、NHK Eテレ）[9]

### バラエティー番組
- 日立 世界・ふしぎ発見!（TBS、2010年3月13日以降のゲスト）
- クイズプレゼンバラエティー Qさま!!（テレビ朝日、不定期）
- 新説!所JAPAN（関西テレビ、準レギュラー）
- 脱出ゲームDERO！( ゲスト 2009年)

### その他
- 『古本屋台２』 Q.B.B.（2024年2月、本の雑誌社）ISBN 978-4860114879 - 林望著『源氏物語の楽しみかた』を手に取る客。